# Black Heddon
Black Heddon – wieś w Anglii, w hrabstwie Northumberland. Leży 22 km na północny zachód od miasta Newcastle upon Tyne i 414 km na północ od Londynu.